# Ancyridris polyrhachioides
Ancyridris polyrhachioides är en myrart som beskrevs av Wheeler 1935. Ancyridris polyrhachioides ingår i släktet Ancyridris och familjen myror. Inga underarter finns listade i Catalogue of Life.

## Bildgalleri

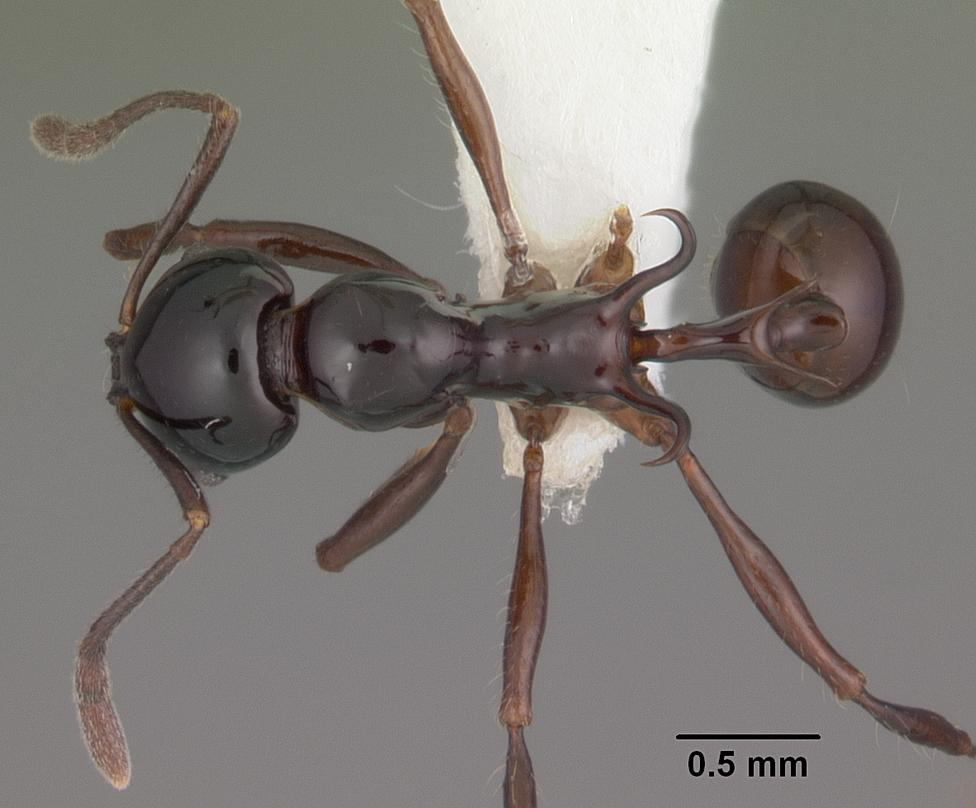
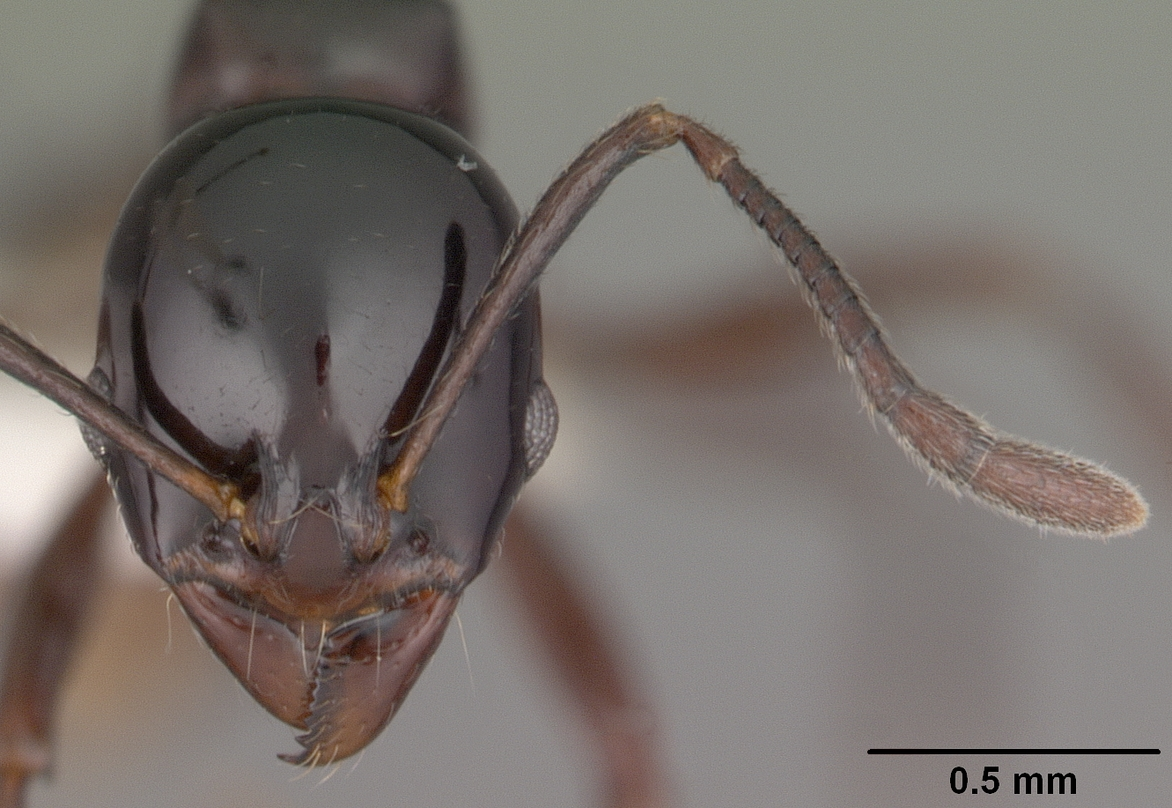
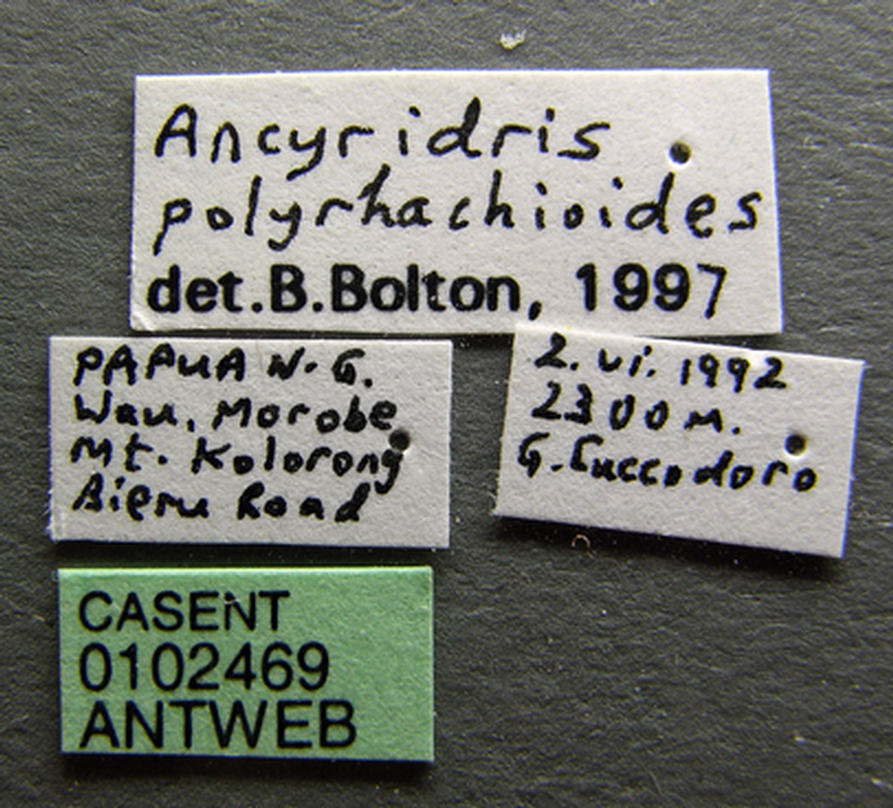
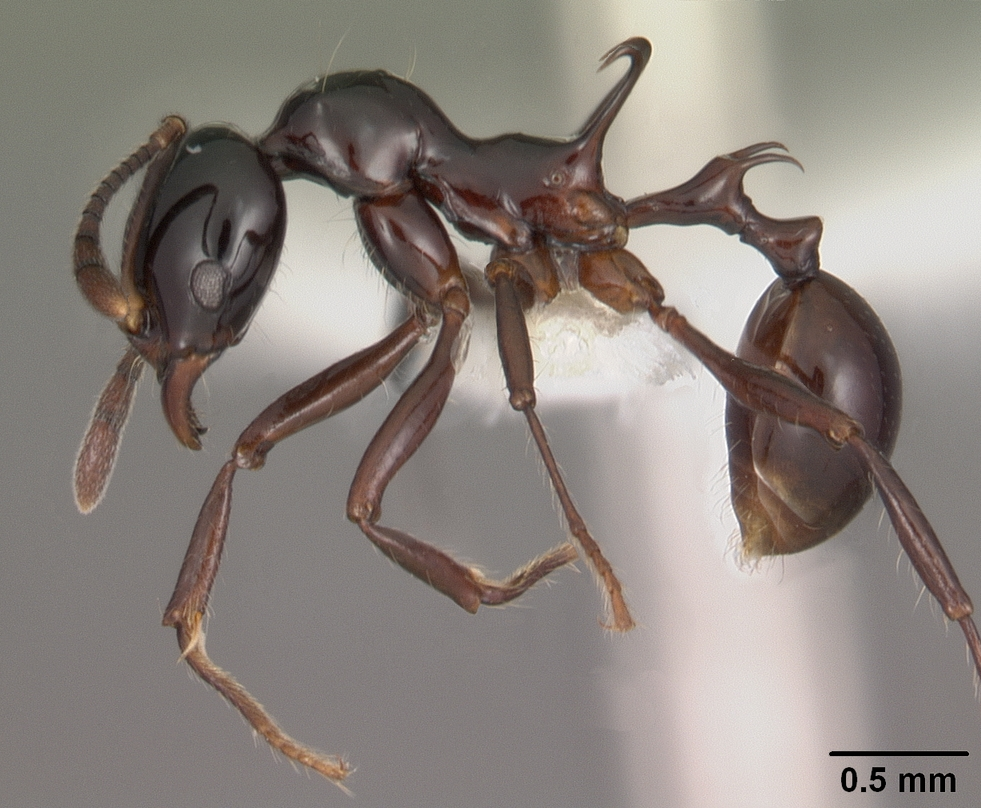